# Cize-Bolozon viadukt
A Cize–Bolozon viadukt 273 méter hosszú, közúti-vasúti völgyhíd Franciaországban, az Ain folyó felett, a Bourg-en-Bresse–Bellegarde-vasútvonalon.

## Története
Az 1875-ben épült hidat a második világháborúban lerombolták.  Az újraépített híd 1950 májusában nyílt meg.
A híd része a Bourg-en-Bresse–Bellegarde-vasútvonalnak, felül egyvágányú vasút, az alsó szinten pedig közút vezet.
A hidat 2005-ben lezárták a rajta áthaladó vasútvonal villamosítása és felújítása miatt, majd 2010 decemberében megnyitották újra.
A Párizs–Genf nemzetközi vasútvonal része, helyi és távolsági vonatok egyaránt közlekednek rajta.